# Списак епизода серије Немањићи — рађање краљевине

Немањићи — рађање краљевине српска је телевизијска серија која је премијерно почела са емитовањем 17. фебруара 2018. године на каналу РТС 1. Премијерно емитовање је истовремено почело и у Републици Српској на каналу АТВ. Прва сезона се емитовала од 17. фебруара до 6. маја 2018. године.
Драган Мићановић, који у серији глуми Растка Немањића, потврдио је да ће серија имати још једну сезону, а исту ствар је потврдио и сценариста Гордан Михић. Драган Мићановић, због историјских разлога, не зна да ли ће бити део глумачке поставе у следећој сезони.
Серија Немањићи — рађање краљевине за сада броји 1 сезону и 13 епизода.

## Преглед
| Сезона | Сезона | Епизоде | Епизоде | Оригинално емитовање | Оригинално емитовање |
| Сезона | Сезона | Епизоде | Епизоде | Премијера            | Финале               |
| ------ | ------ | ------- | ------- | -------------------- | -------------------- |
|        | 1.     | 13      | 13      | 17. фебруар 2018.    | 6. мај 2018.         |
|        | 2.     | ТБА     | ТБА     | ТБА                  | ТБА                  |

## Епизоде

### 1. сезона (2017)
| Бр. еп. (укупно) | Бр. еп. (у сезони) | Наслов                           | Редитељ          | Сценариста   | Премијера         |
| --- | ------------------ | -------------------------------- | ---------------- | ------------ | ----------------- |
| 1 | 1                  | „Под заставом Византије”         | Марко Маринковић | Гордан Михић | 17. фебруар 2018. |
| У Нишу, 1165. године, на поклоњење византијском цару Манојлу Комнину долазе Стефан Немања и његова три брата, Тихомир, Страцимир и Мирослав. Манојло Комнин даје највеће повластице Немањи, што ће изазвати незадовољство код његове браће. Ана, Немањина супруга, плаши се да ће то да изазове љубомору код његове браће. Немања је разуверава. Има велико поверење у браћу и на њихов позив одлази у Рас. Међутим, у Расу га браћа заробе и затворе у пећину. Када се после извесног времена Немања извуче из пећине он од народа тражи — и добија — пристанак за почетак борбе за спас и слободу свих поробљених српских земаља. |                    |                                  |                  |              |                   |
| 2 | 2                  | „Мирослављево јеванђеље”         | Марко Маринковић | Гордан Михић | 18. фебруар 2018. |
| У двору, у Стону, Немању муче ноћне море због брата Тихомира који је несрећно погинуо борећи се у византијској војсци против које је Немања ратовао. Властелини наговарају Немању да нападне византијску војску. На повратку у Рашку, Немања и Ана са децом – Стефаном, Вуканом и Растком, посете брата Мирослава у чијој скриптарници раде Мирослављево јеванђеље. До Немање стигне вест да је Манојло Комнин умро и да се у Цариграду развила беспоштедна борба за власт. Немања намерава да нападне Византију и за тај план добије подршку од Угарске и неубедљива обећања од Млетака. |                    |                                  |                  |              |                   |
| 3 | 3                  | „У сусрет крсташима”             | Марко Маринковић | Гордан Михић | 25. фебруар 2018. |
| Изасланик немачког цара Фридириха Барбаросе тражи од Немање помоћ. Барбароса је кренуо у Јерусалим, с намером да казни Саладина који је освојио тај град. Од Немање очекује да омогући безбедан пролаз и храну његовој војсци. Вукан се оженио и почео да влада Зетом. Немања од Растка очекује да се припрема за владарски положај, али Растка интересује само вера. Ана мисли да је време и да се Рашка уда. Рашка не жели да прича о томе. Не сме да призна да је заљубљена у Стефана за којег никако не може да се уда. Ни Стефан није равнодушан према Рашки. Њих двоје се воле. |                    |                                  |                  |              |                   |
| 4 | 4                  | „Отац зове”                      | Марко Маринковић | Гордан Михић | 3. март 2018.     |
| Немања је у великој жалости због Растковог замонашења. Међутим, не може дуго да тугује. На територију Србије ушла је војска угарског краља, Беле Трећег. Стефан тражи заштиту од Византије, од свог будућег таста, Алексија. Добија помоћ од византијског двора. Стефан дочекује принцезу Евдокију. Она је лепа и има свега четрнаест година. Стефан и Евдокија се венчају у цркви. На Светој гори, Сава се исцрпљује у молитвама и одбија да узима храну. Игуман му каже да је то лош начин служења вери, након чега се Сава враћа нормалној исхрани. Евдокији су дошли пријатељи из Цариграда. Са њима се забавља на излету, што се не допада Стефану, који сматра да владарева жена не би требало да буде толико неозбиљна. |                    |                                  |                  |              |                   |
| 5 | 5                  | „Монах Симеон”                   | Марко Маринковић | Гордан Михић | 11. март 2018.    |
| Стефан покуша да убеди Вукана да се ништа није променило између њих двојице, али Вукан сматра да ништа више не може да буде као пре. Да би Вукан стекао нове савезнике и тако оснажио свој положај обрати се римском папи, Целестину Трећем и обећа му да ће ширити католичку веру у својој земљи, Зети. Вукан се повеже с папом, јер мисли да је тако најбоље за безбедност Зете, којом влада. Рашка саопшти Стефану да је одлучила да напусти двор. Стефан не жели да пристане на њен одлазак. Стефан посети свог оца који као монах Симеон борави у манастиру. |                    |                                  |                  |              |                   |
| 6 | 6                  | „Битка браће”                    | Марко Маринковић | Гордан Михић | 18. март 2018.    |
| Папа Иноћентије Трећи разматра да ли да склапа савез са Вуканом. Угарска војска је напала Хум и та чињеница наведе папу да прихвати Вуканов предлог, али од њега тражи потпуну покорност, раскид са цариградском патријаршијом и прихватање католичке вере у Зети. Алексије Анђел замера Стефану што преговара са папском куријом. Међутим, он не може да пружи Стефану заштиту од Угарске која му прети. Стефан је љут на Евдокију. Неодговорно се понаша и цело цариградско друштво преселила је на Стефанов двор. Наговештава јој да ће је отерати са двора уколико се не уозбиљи. Евдокија сматра да он не сме да јој прети. |                    |                                  |                  |              |                   |
| 7 | 7                  | „Нек остане сведочење”           | Марко Маринковић | Гордан Михић | 25. март 2018.    |
| Стефан је рањен. Са најближом пратњом крије се по шумама у долини реке Ибар. У том скривању нападне их група војника. У тој борби погине Адам, верни Стефанов следбеник. Просигоја и Рашку, чију су колону напали разбојници, у ибарској клисури пронађу младић Бран и његова мајка Тиса. Бран спасе и рањеног Стефана. Бран и Тиса су богумили, који су због свог верског опредељења прогоњени. Лутају по шумама једва успевајући да преживе. Бран је на своје лице ставио вештачке красте не би ли се тако спасао од било чије војске која би га мобилисала. Пробијајући се кроз шуму, њихову колону поново нападну разбојници. |                    |                                  |                  |              |                   |
| 8 | 8                  | „Код Кулина бана”                | Марко Маринковић | Гордан Михић | 1. април 2018.    |
| Стефан и Рашка дошли су у Бугарску да траже помоћ од краља Калојана. Успут им се, као пратња, придружио снажни и наочити младић, Богдан. Богдан је спреман да верно служи Стефану у његовом покушају да се врати на престо. Калојан обећа Стефану помоћ у сукобу са Вуканом и угарским краљем, Емериком. На бугарском двору Стефан каже Рашки да ће се оженити са њом. Стефан добије савет од Калојана да оде у Босну код Кулина код којег је папски изасланик, Казамарис, који проверава да ли се Кулин заиста окренуо католицизму. Стефан од Казамариса очекује помоћ у вези са приближавањем папи који би га подржао у намери да се крунише као краљ Србије. |                    |                                  |                  |              |                   |
| 9 | 9                  | „Латини долазе”                  | Марко Маринковић | Гордан Михић | 8. април 2018.    |
| На двору код Кулина још увек стрепе да ли ће Млеци да их казне због богумилства, без обзира на то што се сада изјашњавају као католици. Кулин уверава Стефана да му је најбоље решење за владарски статус пристанак на венчање са млетачком племкињом, Аном Дандоло. Стефан каже да је овде са будућом женом Рашком и да не може да јој порекне обећање о браку. Кулин га убеђује тако што му сугерише да су престо и држава важнији од личних осећања. На разговору са изаслаником Венеције, Казамарисом, Стефан чује став папе који Вукана, као старијег брата, сматра краљем Србије и да би сада било тешко променити тај однос. Осим, уколико Стефан не покаже да има капацитете за повратак на трон. Кулин саопшти Стефану да хоће са војском да удари на Вукана јер га је овај оптужио за богумилство. |                    |                                  |                  |              |                   |
| 10 | 10                 | „Шта је љубав према сили и моћи” | Марко Маринковић | Гордан Михић | 15. април 2018.   |
| Стефан је забринут јер не зна на кога може да се ослони у управљачким пословима. Рашка му предложи Богдана, за кога каже да је поштен, одан и разборит. Стефан прихвати њен предлог и прогласи Богдана управитељем двора. Стефан оде у манастир по своју децу, Комнину и Радослава. Радославу недостаје мајка и пита Стефана шта се догодило са њом, зашто је морала да их напусти. Рашки није драго што не сме у јавности да се обелодани њена љубавна веза са Стефаном. Он је забринут. Најпре треба да учврсти мир у земљи која је изнурена ратовима и разбојницима који су се намножили. За лични живот имаће времена тек касније. |                    |                                  |                  |              |                   |
| 11 | 11                 | „Бисери у коси”                  | Марко Маринковић | Гордан Михић | 22. април 2018.   |
| Стефан је у дилеми. Да ли да се ожени са Рашком или са Аном Дандоло. Уколико би одабрао Ану то би било од велике користи за оснаживање Србије. Рашка побегне са Двора. Богдан претпоставља да је то учинила да би ослободила Богдана од обавезе коју осећа према њој. Српски двор дочекује нову владарку, Ану Дандоло. Иза једне камене куће, Анин долазак кришом посматра Рашка. Рашкино тајно присуство обезбедио је Богдан. Када Богдан хоће да разговара са Рашком схвати да је она нестала. Стефан и Ана се венчају. Ана Дандоло роди сина, Уроша, у браку са Стефаном. Сава је спреман да уз малобројну пратњу крене за Србију. Носи мали ковчег са моштима свог оца. |                    |                                  |                  |              |                   |
| 12 | 12                 | „Зло које звери не познају”      | Марко Маринковић | Гордан Михић | 29. април 2018.   |
| Стефанова војска, на чијем су челу Стефан и Стрез, освојила је пола Бугарске. Кад се Стефан вратио на свој двор, сазнао је да га је војвода Стрез издао. Прикључио се савезу Латина и Бугара. И спремни су да заједнички нападну Србију. Сава оде код Стреза. Критикује Стреза што је изневерио дату реч. Стрез се правда тиме да су се времена променила и да је морао да ступи у савез против Стефана. Стефан очекује ново дете у браку са Аном Дандоло. Она му предложи да тражи круну од папе, јер би на тај начин имао заштиту Венеције. Латини и Угарска спремају напад на Србију. |                    |                                  |                  |              |                   |
| 13 | 13                 | „Зора”                           | Марко Маринковић | Гордан Михић | 6. мај 2018.      |
| Стефан затражи од Саве да оде код угарског краља, Андрије, и да преговара са њим. Андрија је љут што ће Стефан бити крунисан. Андрија себе сматра краљем Србије. Дан је изузетно врућ и Андрија тражи од Саве лед за вино кад га већ сматрају чудотворцем. Ледена киша заиста падне и Андрија одустане од напада на Србију. Папски изасланик обавља церемонију на латинском језику. Стефан тражи да се Сава врати у Србију и добије пристанак за самосталност српске цркве од никејског патријарха. Никејски цар, Теодор I Ласкарис, да Сави пристанак за осамостаљење српске цркве. Теодор убеди Саву да буде архиепископ. Томе се узалудно противи Хоматијан, архиепископ охридске архиепископије под којом је до тада била српска православна црква. Пред своју смрт Стефан затражи од Саве да га замонаши, што му и учини давши му име Симон. Стефан умире, а нови краљ постаје његов старији син Радослав којег крунише архиепископ Сава. |                    |                                  |                  |              |                   |

### 2. сезона (ТБА)
Сценариста Гордан Михић је потврдио да ће бити и друга сезона серије.